# Saints and Sinners (film 1916)
Saints and Sinners, conosciuto anche come By Right of Sex, è un film muto del 1916 diretto da James Kirkwood. Sceneggiato da Hugh Ford, si basa sull'omonimo lavoro teatrale di Henry Arthur Jones che, nel 1891, Jones pubblicò anche in forma di romanzo.

## Produzione
Il lavoro teatrale su cui si basa il film, prodotto dalla Famous Players Film Company, aveva debuttato a Londra il 25 settembre 1884 venendo poi presentato a Broadway il 7 novembre 1885.

## Distribuzione
Il copyright del film, richiesto dalla Famous Players Film Co., fu registrato il 17 maggio 1916 con il numero LU8299. Distribuito dalla Paramount Pictures, il film - un lungometraggio di cinque bobine - uscì nelle sale cinematografiche degli Stati Uniti il 25 maggio 1916.